# Солнечное (Полтавская область)
Солнечное (укр. Сонячне) — село,
Старицковский сельский совет,
Машевский район,
Полтавская область,
Украина.
Код КОАТУУ — 5323087205. Население по переписи 2001 года составляло 315 человек.

## Географическое положение
Село Солнечное находится в 2-х км от правого берега реки Тагамлык.
На расстоянии в 1,5 км расположены сёла Рубановка и Заря.
По селу протекает пересыхающий ручей с запрудой.

## История
- 1927 — село Шевченковка переименовано в село Солнечное.

## Объекты социальной сферы
- Школа І—ІІ ст.